# قبولی در لیسانس هنر (فیلم)
آتش زیبا (به انگلیسی: B.A. Pass) فیلمی هندی محصول سال ۲۰۱۲ و به کارگردانی آجی باهل است. در این فیلم بازیگرانی همچون شیلپا شوکلا، شاداب کمال، راجش شارما، دیبیندو باتاچاریا و دیپیتی نوال ایفای نقش کرده‌اند.